# Frigga
Genre
Frigga est un genre d'araignées aranéomorphes de la famille des Salticidae.

## Distribution
Les espèces de ce genre se rencontrent en Amérique latine et en Océanie.

## Liste des espèces
Selon World Spider Catalog (version 18.0, 04/04/2017) :
- Frigga coronigera (C. L. Koch, 1846)
- Frigga crocuta (Taczanowski, 1878)
- Frigga finitima Galiano, 1979
- Frigga flava (F. O. Pickard-Cambridge, 1901)
- Frigga kessleri (Taczanowski, 1871)
- Frigga opulenta Galiano, 1979
- Frigga pratensis (Peckham & Peckham, 1885)
- Frigga quintensis (Tullgren, 1905)
- Frigga rufa (Caporiacco, 1947)
- Frigga simoni (Berland, 1913)

## Publication originale
- C. L. Koch, 1850 : Übersicht des Arachnidensystems. Nürnberg, vol. 5, p. 1-77 (texte intégral).